# Russell County (Kentucky)
Russell County is een county in de Amerikaanse staat Kentucky.
De county heeft een landoppervlakte van 657 km² en telt 16.315 inwoners (volkstelling 2000). De hoofdplaats is Jamestown en de dichtstbevolkte stad is Russell Springs.

## Bevolkingsontwikkeling

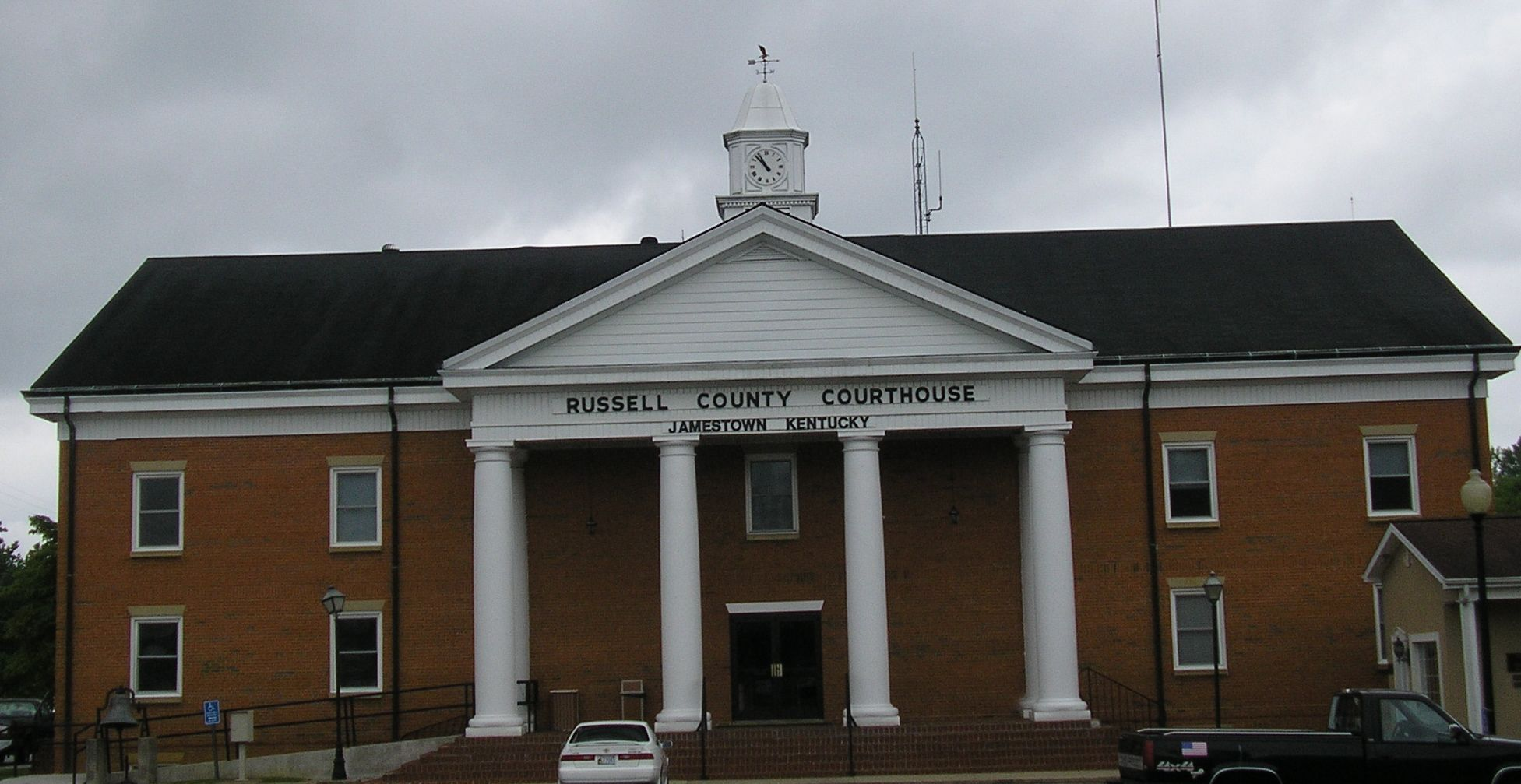
Russell County Courthouse